# Colroy-la-Roche
Colroy-la-Roche – miejscowość i gmina we Francji, w regionie Grand Est, w departamencie Dolny Ren.
Według danych na rok 1990 gminę zamieszkiwało 435 osób, 53 os./km².